# Октябрьский (Тобольский район)
Октябрьский  — поселок в составе Верхнеаремзянского сельского поселения Тобольского района Тюменской области. 
Около поселка протекает две реки Аремзянка и Талажанка. 
В поселке четыре улицы: Новостройка, Почтовая, Зеленая, Односторонняя.

## Население
| 2010 |
| ---- |
| 72   |